# 120405 Svyatylivka
120405 Svyatylivka è un asteroide della fascia principale. Scoperto nel 2005, presenta un'orbita caratterizzata da un semiasse maggiore pari a 2,8050720 UA e da un'eccentricità di 0,1475797, inclinata di 7,52528° rispetto all'eclittica.
L'asteroide è dedicato all'omonima località in Ucraina.